# Shin’ichirō Takahashi
Shin’ichirō Takahashi (jap. 高橋 真一郎 Takahashi Shin’ichirō; ur. 27 października 1957) – japoński piłkarz występujący na pozycji napastnika.

## Kariera piłkarska
Od 1980 do 1993 roku występował w klubie Sanfrecce Hiroszima.

## Kariera trenerska
Po zakończeniu piłkarskiej kariery pracował jako trener w Kashiwa Reysol i Tokyo Verdy.